# Kości (instrument)

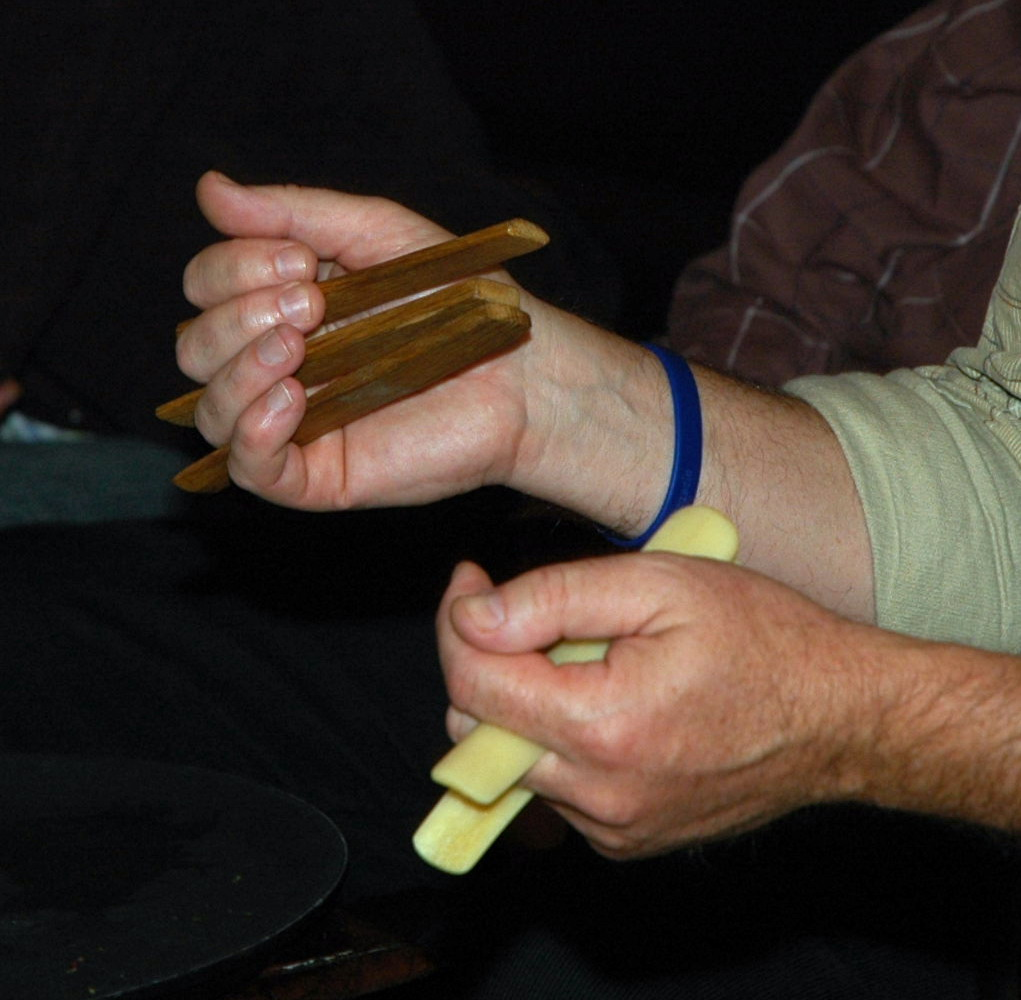
Kości drewniane i naturalne

Kości (ang. bones) – prosty instrument perkusyjny używany w irlandzkiej muzyce ludowej, znany również w wielu innych rejonach świata. Składa się z dwóch, odpowiednio wymodelowanych, wygiętych w lekki łuk, kawałków kości. Tradycyjnie do jego wyrobu używano żeber zwierzęcych. Współcześnie, powszechnie stosowanym surowcem są różne gatunki drewna, co jednak nie ma zasadniczego wpływu na brzmienie instrumentu.
Najistotniejszym elementem techniki gry jest uchwyt. Grający trzyma kości, zwrócone wygięciami ku sobie, w jednej ręce. Jedną z nich umieszcza między kciukiem i palcem wskazującym. Obydwa palce lekko ją dociskają, aby w czasie gry była nieruchoma. Druga kość trzymana jest luźno między palcem wskazującym i środkowym. W wyniku lekkich ruchów rotacyjnych nadgarstka kości uderzają o siebie wydając charakterystyczny klekot, przypominający nieco dźwięk kastanietów. Wirtuozi tego instrumentu potrafią grać jednocześnie na czterech, a nawet ośmiu kościach trzymanych w obu rękach.